# Southwell (Dorset)
Southwell – osada w Anglii, w hrabstwie Dorset, na wyspie Portland. Leży 20 km od miasta Dorchester. W 2016 miejscowość liczyła 1671 mieszkańców.